# 161 км (зупинний пункт, Запорізька дирекція Придніпровської залізниці)
161 км — пасажирський зупинний пункт Запорізької дирекції Придніпровської залізниці. Розташований на лінії Федорівка — Нововесела між станціями Нововесела та Українська в смт Веселе.

## Пасажирське сполучення
На Платформі 161 км зупиняються приміські потяги місцевого сполучення до станцій Нововесела, Федорівка та Мелітополь.